# Sune-serien
Sune-serien er en serie ungdomsromaner af de svenske forfattere Anders Jacobsson og Sören Olsson.
Bøgerne er udgivet fra 1984 og fremefter. Bøgerne om Sune foregår i den fiktive by Glimmerdag, der ligesom Öreskoga, Berts hjemby, findes et sted i nærheden af Karlskoga-Örebro i Sverige.

## Sune
Sune Andersson er en dreng i den skolepligtige alder, som bor i en toetagers villa med sin far Rudolf, mor Karin, storesøster Anna og lillebror Håkan "Bråkan", og fra bind tre, Självklart, Sune, er lillesøster Isabelle født. Sunes fulde navn er Karl Sune Rudolf Andersson. Rudolf arbejder på kontor og Karin på bibliotek.
Ligesom som Bert kan Sune lide piger. Hans kæreste og barndomsven hedder Sophie Blixt, men Sune viser også interesse for flere andre piger, så længe de ikke er grimme.

## Bøger
| Titel                                  | Udgivelsesår (Sverige) |
| -------------------------------------- | ---------------------- |
| Sagan om Sune                          | 1984                   |
| Sune börjar tvåan                      | 1985                   |
| Självklart, Sune                       | 1986                   |
| Sune och Svarta Mannen                 | 1989                   |
| Tjejtjusaren Sune                      | 1989                   |
| Duktigt, Sune!                         | 1991                   |
| Sunes jul                              | 1992                   |
| Sunes sommar                           | 1994                   |
| Supersnuten Sune                       | 1994                   |
| Sune älskar Sophie                     | 1995                   |
| Sunes hjärnsläpp                       | 1996                   |
| Sunes hemligheter                      | 1997                   |
| Gult är fult, Sune                     | 1998                   |
| Plugghästen Sune                       | 1998                   |
| Sune och familjen Anderssons sjuka jul | 1998                   |
| Sune och klantpappan                   | 1999                   |
| Sunes största kärlekar                 | 2000                   |
| Släkten är värst, Sune                 | 2001                   |
| Sune och Mamma Mysko                   | 2002                   |
| Sune och Tant Tonåring                 | 2003                   |
| Allt är guld, Sune                     | 2004                   |
| Sune och syster vampyr                 | 2005                   |
| Spik och panik Sune                    | 2006                   |
| Fy katten, Sune                        | 2007                   |
| Sunes tusen tjusarknep                 | 2008                   |
| Sune i Grekland                        | 2009                   |
| Skämtaren Sune                         | 2010                   |
| Sunes skolresa                         | 2011                   |
| Sune och tjejhatarligan                | 2012                   |
| Sune: the Superstar!                   | 2012                   |
| Sune och roboten Rudolf                | 2013                   |
| Dra åt skogen, Sune!                   | 2013                   |
| Sune på bilsemester                    | 2014                   |
| Sune i fjällen                         | 2015                   |
| Sune i Ullared                         | 2015                   |

## Figurer
Familien Andersson:
- Sune
- Mor Karin
- Far Rudolf
- Storesøster Anna (4 år ældre end Sune)
- Lillebror Håkan "Bråkan" (2 år yngre end Sune)
- Lillesøster Isabelle (født i bog 3, Självklart, Sune), 9 år yngre end Sune

Familien Blixt:
- Sunes kæreste Sophie Blixt
- Mor Yvonne
- Far Ragnar
- Håkans ven Pär "Päron"

Sunes klassekamerater:
- Sune bedste ven Joakim Fröberg
- Maria Perez

Øvrige figurer:
- Sunes lærer Ulla-Lena Frid

## Film
En række af bøgerne er blevet filmatiseret.
- Sunes sommer (1993)
- Sunes familie (1997)
- Sune i Grækenland (2012)
- Sune på bilferie (2013)
- Sune på fjeldet (2014)
- Sune vs Sune (2018)
- Sune – Best Man (2019)
- Sune – Mission Midsommer (2021)

### Tv-serie
- Sunes jul (1991, julekalender)
- Sunes verden (2002-2003, animeret)